# Festuca elviae
Festuca elviae är en gräsart som beskrevs av Briceño. Festuca elviae ingår i släktet svinglar, och familjen gräs.
Artens utbredningsområde är Venezuela. Inga underarter finns listade i Catalogue of Life.